# Nikolaj Doerov
Nikolaj Valerjevitsj Doerov (Russisch: Николай Валерьевич Дуров) (Leningrad, 21 november 1980) is een Russische programmeur en wiskundige. Hij is de oudere broer van Pavel Doerov, met wie hij samen het sociale netwerk VK en later Telegram heeft opgericht.

## Leven en opleiding
In 1996, 1997 en 1998 deed Doerov mee aan de Internationale Wiskunde Olympiade, waarbij hij een gouden medaille in alle drie de wedstrijden waaraan hij meedeed won. In 1995, 1996, 1997 en 1998 won hij een gouden en drie zilveren medailles in de Internationale Informatica Olympiade.